# Mitsubishi A6M Zero
Mitsubishi A6M Zero (A để chỉ máy bay tiêm kích hoạt động trên tàu sân bay của Hải quân Đế quốc Nhật Bản, kiểu thứ 6, M viết tắt cho Mitsubishi) là máy bay tiêm kích hạng nhẹ hoạt động trên tàu sân bay được Không lực Hải quân Đế quốc Nhật Bản sử dụng từ năm 1940 đến năm 1945. Vào giai đầu Thế Chiến II, Mitsubishi A6M được đánh giá là máy bay tiêm kích hoạt động trên tàu sân bay tốt nhất thế giới, kết hợp tính cơ động xuất sắc và tầm bay xa; trong các hoạt động ban đầu, nó được ngưỡng mộ gần như là một huyền thoại. Tuy nhiên, đến năm 1942, sự phối hợp các chiến thuật không chiến cùng các máy bay mới tốt hơn đã giúp cho các phi công Mỹ có thêm khả năng đọ sức với Zero một cách cân bằng hơn. Không lực Hải quân Đế quốc Nhật Bản cũng sử dụng chúng như kiểu máy bay tiêm kích đặt căn cứ trên đất liền. Đến năm 1943, những hạn chế về thiết kế vốn có (giáp phòng thủ quá yếu nên rất dễ bị rơi khi trúng đạn và không có thùng nhiên liệu tự hàn kín) cộng với sự thiếu sót một loại động cơ mạnh hơn, khiến cho Zero dần dần kém hiệu quả hơn những máy bay tiêm kích mới hơn (như F6F Hellcat hay F4U Corsair) của Mỹ. Những mẫu tiêm kích này có hỏa lực, vỏ giáp, tốc độ, và đạt đến khả năng cơ động đều vượt trội hơn Zero. Cho dù Mitsubishi A6M đã lạc hậu vào năm 1944, nhưng chúng vẫn không được thay thế hoàn toàn bởi những kiểu máy bay mới. Đến những năm cuối của cuộc chiến tranh tại Thái Bình Dương, Zero còn được sử dụng trong những nhiệm vụ tấn công cảm tử Kamikaze.

## Thiết kế và phát triển

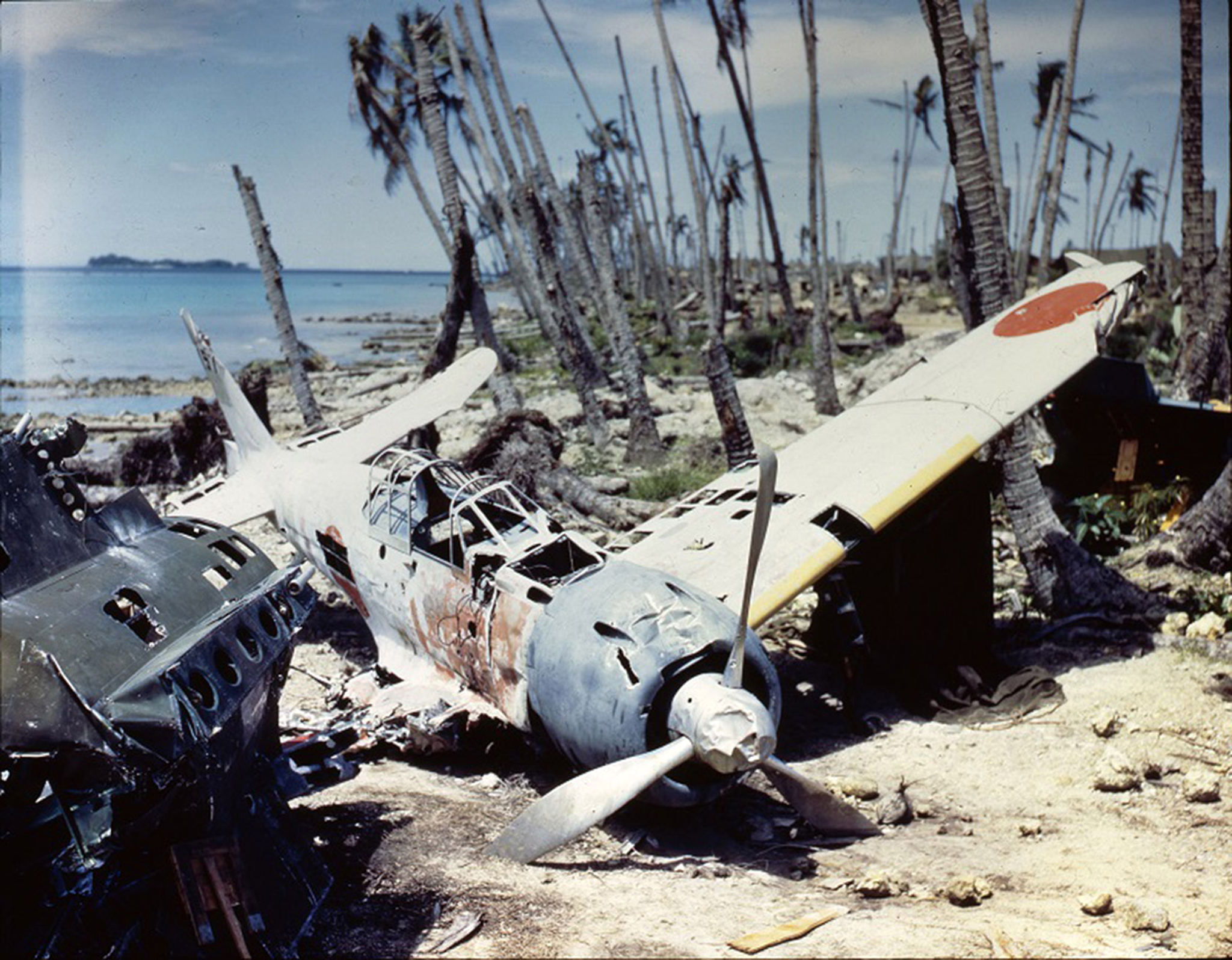
Xác chiếc Mitsubishi A6M3 Zero bị bỏ lại sân bay Munda, Trung Solomon, 1943

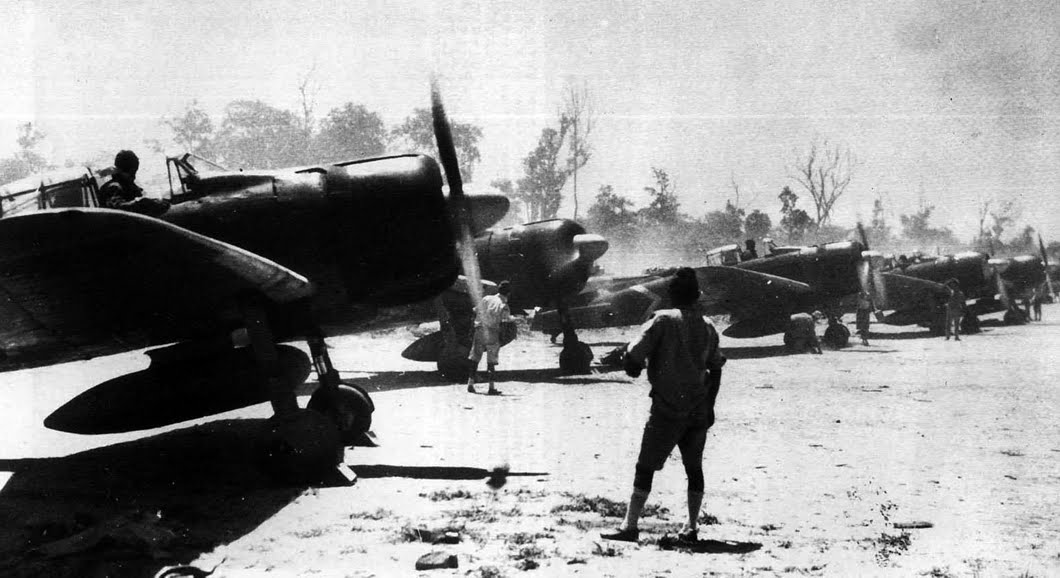
A6M2 Zero của tàu sân bay Zuikaku chuẩn bị thực hiện phi vụ từ Rabaul

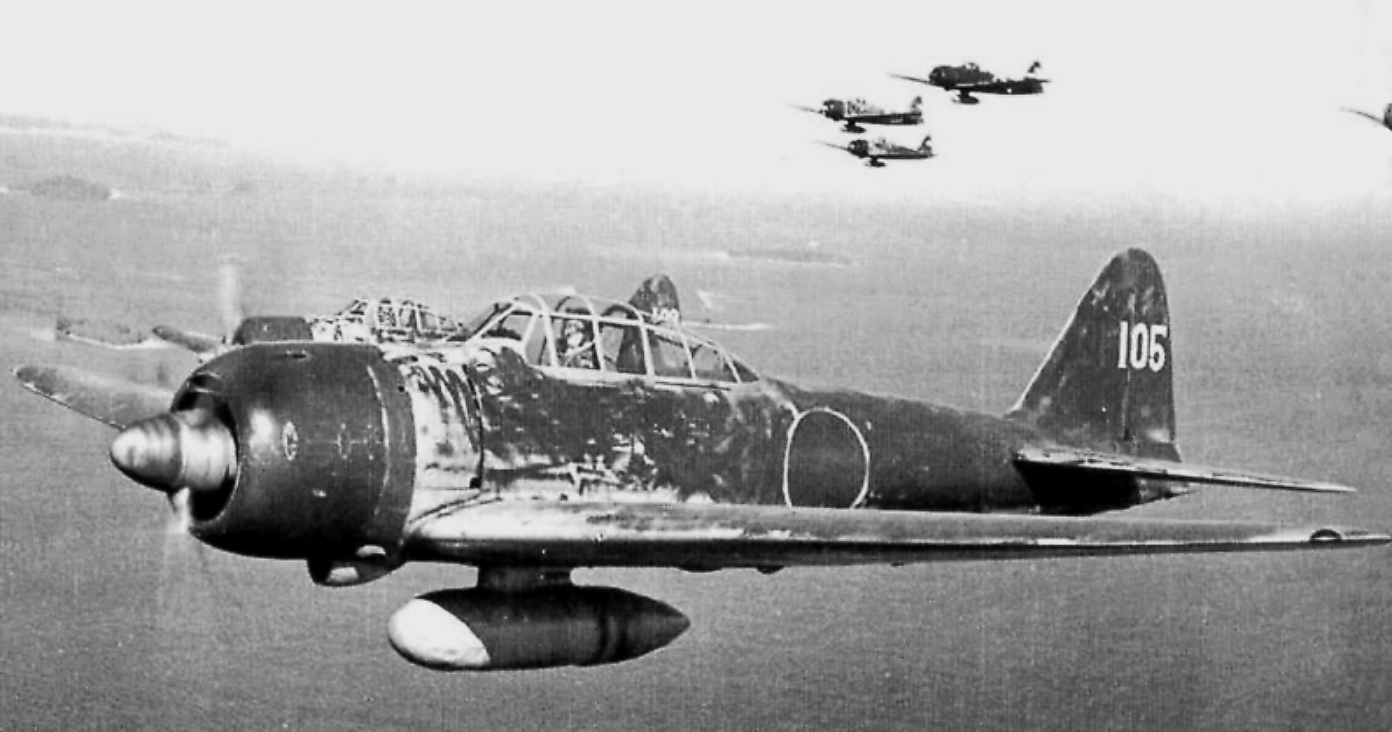
A6M3 Kiểu 22 tại quần đảo Solomon, 1943

Khi kiểu máy bay tiêm kích Mitsubishi A5M vừa mới được đưa vào sử dụng vào đầu năm 1937, Hải quân Đế quốc Nhật Bản đã bắt đầu tìm kiếm một kiểu thay thế nó sau này. Vào tháng 5, họ phát hành bảng tiêu chuẩn 12-Shi cho một kiểu máy bay tiêm kích mới hoạt động trên tàu sân bay và gửi đến các hãng Nakajima và Mitsubishi. Cả hai công ty bắt đầu những công việc thiết kế sơ thảo trong khi chờ đợi những yêu cầu chi tiết hơn sẽ được gửi đến sau vài tháng.
Căn cứ vào những kinh nghiệm tác chiến của chiếc A5M tại Trung Hoa, Hải quân gửi các yêu cầu được cập nhật vào tháng 10. Chúng bao gồm một vận tốc 500 km/h (310 mph) ở độ cao 4000 m (13120 ft) và tốc độ lên cao 3000 m (9840 ft) trong vòng 3,5 phút. Nó phải bay được 2 giờ ở tốc độ tối đa hoặc 6 đến 8 giờ ở tốc độ bay đường trường với các thùng nhiên liệu phụ vứt được. Vũ khí bao gồm 2 pháo 20 mm và 2 súng máy 7,7 mm (0,303 inch) cùng 2 quả bom 30 kg (70 lb) hoặc 60 kg (130 lb). Mọi máy bay phải được trang bị hệ thống liên lạc radio đầy đủ, và kèm theo một bộ định hướng vô tuyến để dẫn đường tầm xa. Độ cơ động phải ít nhất tương đương với A5M, trong khi sải cánh phải ngắn hơn 12 m (39 ft) để phù hợp cho các tàu sân bay. Tất cả những điền kiện trên đây phải đạt được bằng các kiểu động cơ sẵn có, cũng là một giới hạn khác (động cơ trang bị cho Zero hiếm khi đạt trên 1000 mã lực cho mọi phiên bản).
Nhóm thiết kế Nakajima nghĩ rằng những yêu cầu trên không thể đạt được và rút lui khỏi cuộc cạnh tranh vào tháng 1 năm 1938. Jiro Horikoshi, thiết kế trưởng của Mitsubishi, cảm thấy có thể thực hiện được nếu chiếc máy bay được làm càng nhẹ càng tốt. Mọi biện pháp làm nhẹ cân được áp dụng. Hầu hết thân máy bay được làm bằng hợp kim nhôm T-7178, một cải tiến tuyệt mật được phát triển bởi người Nhật Bản cho riêng mục đích này. Nó nhẹ và chắc chắn hơn nhôm thường vào thời đó, nhưng giòn hơn. Ngoài ra, không có vỏ giáp để bảo vệ phi công, động cơ hay những bộ phận quan trọng; và thùng nhiên liệu tự hàn kín, một phát minh bắt đầu thông dụng vào lúc đó cũng bị bỏ qua. Điều này đã khiến cho Zero nhẹ hơn và nhanh nhẹn hơn hầu hết máy bay khác vào lúc bắt đầu cuộc chiến, nhưng cũng làm cho nó dễ bắt lửa và phát nổ chỉ sau khi trúng vài loạt đạn súng máy của đối thủ.
Với kiểu cánh đơn gắn thấp dạng bao lơn, càng đáp rộng xếp được và buồng lái kín, thiết kế không chỉ rất hiện đại hơn mọi kiểu Hải quân đã dùng, mà còn là một trong những kiểu hiện đại nhất trên thế giới. Zero có bộ cánh nâng được nhiều ở tốc độ chậm và có áp lực cánh rất thấp, cho phép nó có một tốc độ tròng trành rất thấp dưới 111 km/h (60 mph). Đây là nguyên nhân của khả năng lượn vòng  của kiểu máy bay này, cho phép nó lượn gắt hơn mọi máy bay tiêm kích Đồng Minh thời đó. Tốc độ lộn vòng được tăng cường bởi tấm lái thăng bằng đặt trên cánh điều khiển liệng sẽ được làm lệch ngược chiều lại cánh nhỏ giúp giảm nhẹ lực điều khiển. Điểm bất lợi là nó sẽ làm giảm hiệu quả lộn vòng ở tốc độ tối đa. Ở tốc độ 260 km/h (160 mph), A6M2 có tốc độ lộn vòng 56° mỗi giây. Vì độ linh hoạt của cánh, hiệu quả lộn vòng còn gần bằng 0 ở tốc độ 483 km/h (300 mph).

### Tên gọi
A6M được biết đến nhiều nhất dưới tên gọi Zero do cách đặt tên của Hải quân Nhật: Máy bay chiến đấu trên tàu sân bay Đời 0 (tiếng Nhật: 零式艦上戦闘機, Rei shiki Kanjo sentoki), lấy từ hai số cuối của Năm đế chế (Nhật) 2600 (1940), khi nó được đưa vào hoạt động. Tại Nhật nó được gọi không chính thức là Rei-sen hay Zero-sen. Phi công Nhật thường gọi máy bay của họ là Zero-sen.
Tên mã chính thức do Đồng Minh đặt là Zeke Tên này nằm trong loạt đầu tiên của kiểu tên mã "hillbilly" do Đại tá Frank T. McCoy đặt ra, nhằm muốn có những cái tên nhanh chóng, dễ phân biệt và dễ nhớ. Khi hệ thống tên mã Đồng Minh được đưa ra áp dụng vào năm 1942, ông đã chọn một cách hợp lý cái tên "Zeke" dành cho "Zero". Sau này, hai phiên bản của chiếc máy bay tiêm kích không được nhận diện một cách rõ ràng, và được đặt những tên mã riêng: kiểu A6M2-N (phiên bản thủy phi cơ của Zero) được gọi là Rufe và phiên bản A6M3-32 ban đầu được gọi là Hap. Sau khi bị tướng "Hap" Arnold, tư lệnh Không lực Lục quân Hoa Kỳ phản đối, cái tên được chuyển thành Hamp.

## Lịch sử hoạt động

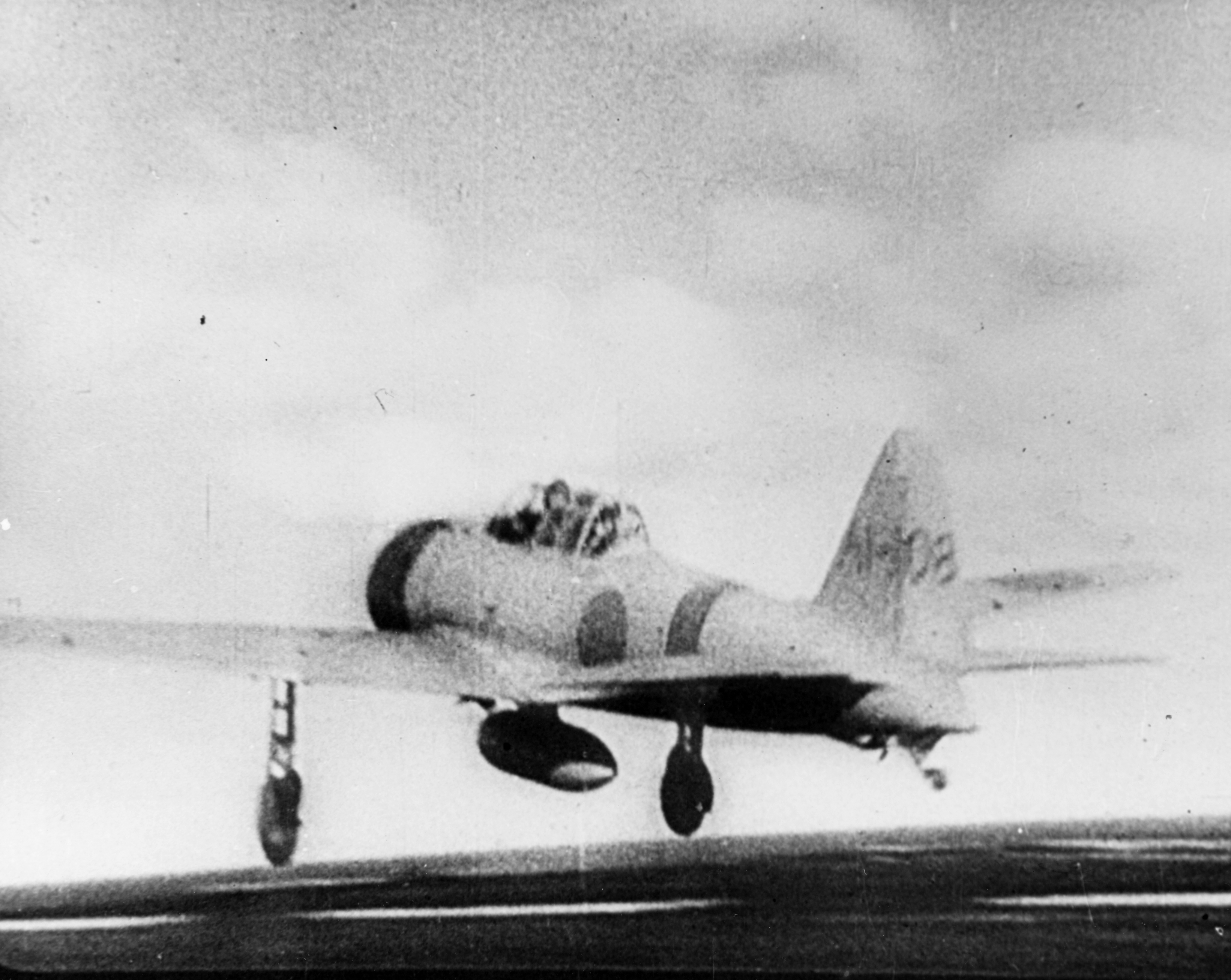
Mitsubishi A6M2 "Zero" Kiểu 21 cất cánh từ tàu sân bay Akagi để tấn công Trân Châu Cảng

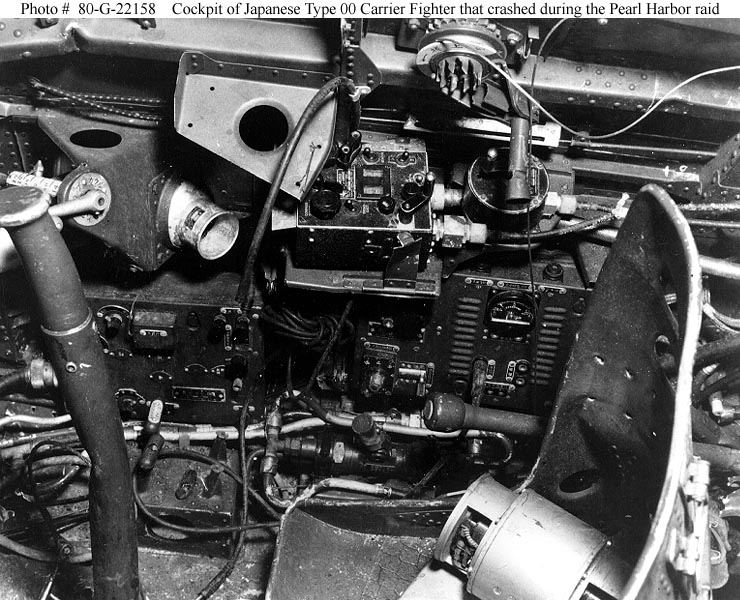
Buồng lái chiếc A6M2 số hiệu đuôi "AI-154" do phi công Takeshi Hirano lái bị rơi trong trận không kích Trân Châu Cảng.

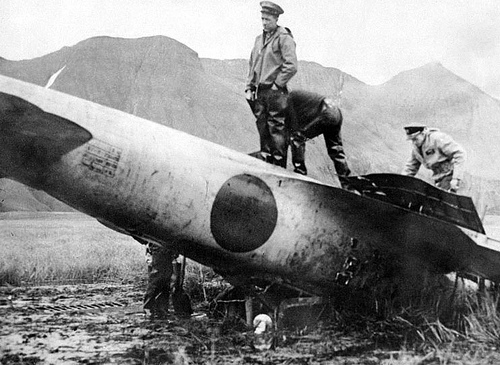
Một chiếc Zero được các sĩ quan Mỹ khảo sát trên đảo Akutan ngày 11 tháng 7 năm 1942.

Chiếc Zero đầu tiên (trước kiểu A6M2) được đưa ra hoạt động vào tháng 7 năm 1940. Vào ngày 13 tháng 9 năm 1940, Zero ghi được những chiến công không chiến đầu tiên khi 13 chiếc A6M2 do Trung úy Saburo Shindo dẫn đầu đã tấn công tốp máy bay của Trung Hoa Dân Quốc gồm 27 chiếc Polikarpov I-15 và I-16 do Liên Xô chế tạo, bắn rơi toàn bộ số máy bay này mà không bị thiệt hại. Trước khi được tái bố trí, trong vòng một năm, những chiếc Zero đã bắn rơi được 99 máy bay Trung Quốc. (Những nguồn khác cho là 266 chiếc.)
Lúc xảy ra cuộc tấn công Trân Châu Cảng, có 420 chiếc Zero hoạt động ở Thái Bình Dương. Kiểu 21 trang bị trên tàu sân bay là loại đối đầu với người Mỹ, hoạt động xa các tàu sân bay hơn là người ta nghĩ, với tầm hoạt động chiến đấu lên đến 2600 km (1600 dặm). Nhờ sự phối hợp giữa tính cơ động xuất sắc và tầm bay rất xa, Zero dễ dàng đánh bại số máy bay hỗn tạp mà Đồng Minh gửi đến Thái Bình Dương vào năm 1941; trong khi tầm hoạt động cực xa giúp nó xuất hiện trên những mặt trận khác nhau, khiến cho các cấp chỉ huy Đồng Minh tin rằng chúng có số lượng lớn hơn nhiều con số thực. Vì thế, Zero bắt đầu có được sự ngưỡng mộ lớn lao. Dù sao, Zero không thể đạt được ưu thế trên không tuyệt đối do sự phát triển những chiến thuật phù hợp và sự có mặt của những kiểu máy bay mới. Trong suốt Thế chiến II, Zero diệt được ít nhất 1550 máy bay Mỹ.
Phi công "Ách" Nhật Bản Saburo Sakai mô tả khả năng chịu đựng tổn hại của máy bay Đồng Minh đời đầu là yếu tố ngăn chặn Zero trở thành kẻ thống lĩnh tuyệt đối như sau:
| “ | Tôi tự tin khả năng của mình có thể tiêu diệt chiếc Grumman và quyết định kết liễu máy bay đối phương chỉ với súng máy 7,7mm. Tôi tắt khẩu pháo 20 mm, rồi áp sát vào và nổ súng. Vì một lý do lạ lùng nào đó, cho dù tôi đã nả năm hay sáu trăm viên đạn thẳng vào chiếc Grumman, nó không rơi mà tiếp tục bay. Tôi thấy đây thật lạ lùng - chưa xảy ra bao giờ - và áp sát hơn nữa cho đến lúc gần như đưa tay ra chạm được vào chiếc Grumman. Tôi thật ngạc nhiên, đuôi và cánh lái của nó bị xé tan từng mảnh trông như miếng giẻ rách cũ. Với máy bay của hắn như thế, chả trách viên phi công không thể nào tiếp tục chiến đấu! Một chiếc Zero chịu đựng từng ấy viên đạn ắt bây giờ đã là một quả cầu lửa rồi. | ” |

Được thiết kế để tấn công, Zero dành ưu tiên cho tầm xa, độ cơ động và hỏa lực đánh đổi lấy sự bảo vệ — hầu hết đều không có thùng nhiên liệu tự hàn kín hay vỏ giáp — nên nhiều chiếc Zero kèm theo phi công bị mất dễ dàng trong chiến đấu. Trong giai đoạn đầu của chiến cuộc Thái Bình Dương, người Nhật huấn luyện phi công của họ kỹ lưỡng hơn Đồng Minh. Do đó, việc tổn thất phi công nặng nề không lường trước tại Trận chiến Biển San Hô và Trận Midway làm cho họ rất khó được bù đắp.
Với sự nhanh nhẹn cực kỳ của Zero, phi công Đồng Minh nhận ra rằng chiến thuật không chiến thích hợp chống lại Zero là giữ khoảng cách bên ngoài tầm bắn và tấn công lúc lên cao hay bổ nhào. Bằng cách dùng tốc độ và cần tránh sai lầm chết người muốn lượn vòng theo chiếc Zero; với những khẩu pháo hay súng máy hạng nặng 12,7mm (.50 cal) có thể mang theo sau này, chỉ cần một loạt đạn duy nhất cũng thường đủ hạ chiếc Zero. Những chiến thuật boom-and-zoom (bắn rồi chạy) này được áp dụng thành công tại Mặt trận Trung Hoa - Miến Điện - Ấn Độ bởi Nhóm phi công Tình nguyện Hoa Kỳ (AVG: American Volunteer Group) của Đội Phi Hổ (Flying Tigers) chống lại những máy bay Nakajima Ki-27 và Ki-43 của Lục quân Nhật có độ cơ động tương đương. Phi công AVG được huấn luyện để khai thác ưu thế của những chiếc Curtiss P-40; rất chắc chắn, vũ khí mạnh, nhanh hơn khi bổ nhào và khi bay ngang ở cao độ thấp, và tốc độ lộn vòng tốt.
Một cách cơ động quan trọng khác được đặt tên là "Thach Weave", đặt theo tên người đã phát minh ra nó, lúc đó là Thiếu tá John S. "Jimmy" Thach. Nó đòi hỏi 2 máy bay sẽ bay song song cách nhau khoảng 60 m (200 feet). Khi một chiếc Zero bám theo đuôi một trong hai chiếc của đội bay, hai chiếc sẽ lượn vòng hướng vào nhau. Nếu chiếc Zero tiếp tục theo đuổi mục tiêu ban đầu, nó sẽ lọt vào tầm ngắm của chiếc kia. Chiến thuật này được dùng với kết quả mỹ mãn tại Trận chiến Biển San Hô và trận Midway, và sau đó tại quần đảo Solomon, giúp bù đắp cho sự yếu kém của những chiếc máy bay Mỹ cho đến khi những kiểu máy bay mới được đưa vào sử dụng.
Quân đội Mỹ tìm thấy nhiều đặc tính độc đáo của A6M khi họ thu được một chiếc trên đảo Akutan thuộc quần đảo Aleut, Alaska. Phi công Tadayoshi Koga bị lạc quá xa khỏi căn cứ và hy vọng đáp khẩn cấp xuống lãnh thổ Hoa Kỳ, nhưng máy bay bị lật trên đất mềm và ông ta bị tử thương vì gãy đốt sống cổ. Chiếc máy bay hầu như nguyên vẹn được chở đến Căn cứ Không lực North Island, San Diego. Các thử nghiệm được tiến hành sau đó trên chiếc máy bay được sửa chữa không những chỉ ra những ưu điểm, mà đồng thời cũng cho thấy những thiếu sót trong thiết kế và tính năng bay.
Khi những chiếc Grumman F6F Hellcat, Vought F4U Corsair và Lockheed P-38 xuất hiện tại mặt trận Thái Bình Dương; A6M với động cơ yếu kém đã mất tính cạnh tranh. Trong không chiến với một chiếc F6F hay F4U, điểm mạnh duy nhất có thể nói về chiếc Zero trong giai đoạn này là, trong tay một phi công có kinh nghiệm, nó có thể cơ động tương đương với hầu hết các đối thủ. Sự giảm sút số phi công Nhật Bản kỳ cựu cũng là yếu tố đáng kể góp vào thắng lợi của Đồng Minh.
Dù sao, cho đến cuối chiến tranh, trong những bàn tay giỏi, Zero vẫn đáng sợ. Do sự thiếu hụt động cơ máy bay công suất cao và những sự cố xảy ra cho những kiểu máy bay thay thế, Zero tiếp tục được sản xuất đến năm 1945, với hơn 11000 chiếc thuộc tất cả các kiểu được chế tạo.

## Các biến thể
A6M1, Đời 0 Nguyên mẫu
Chiếc nguyên mẫu A6M1 đầu tiên hoàn tất tháng 3 năm 1939, gắn động cơ Mitsubishi Zuisei-13 công suất 780 mã lực (580 kW) với bộ cánh quạt 2 cánh. Nó cất cánh lần đầu ngày 1 tháng 4, và vượt qua các thử nghiệm trong thời gian khá ngắn. Đến tháng 9, nó sẵn sàng cho Hải quân thử nghiệm với tên gọi "Máy bay A6M1 Tiêm kích từ tàu sân bay Đời 0", chỉ với một thay đổi đáng chú ý là cánh quạt 3 cánh để khắc phục vấn đề rung động.
A6M2, Đời 0 Kiểu 11 (零式艦上戦闘機一一型)

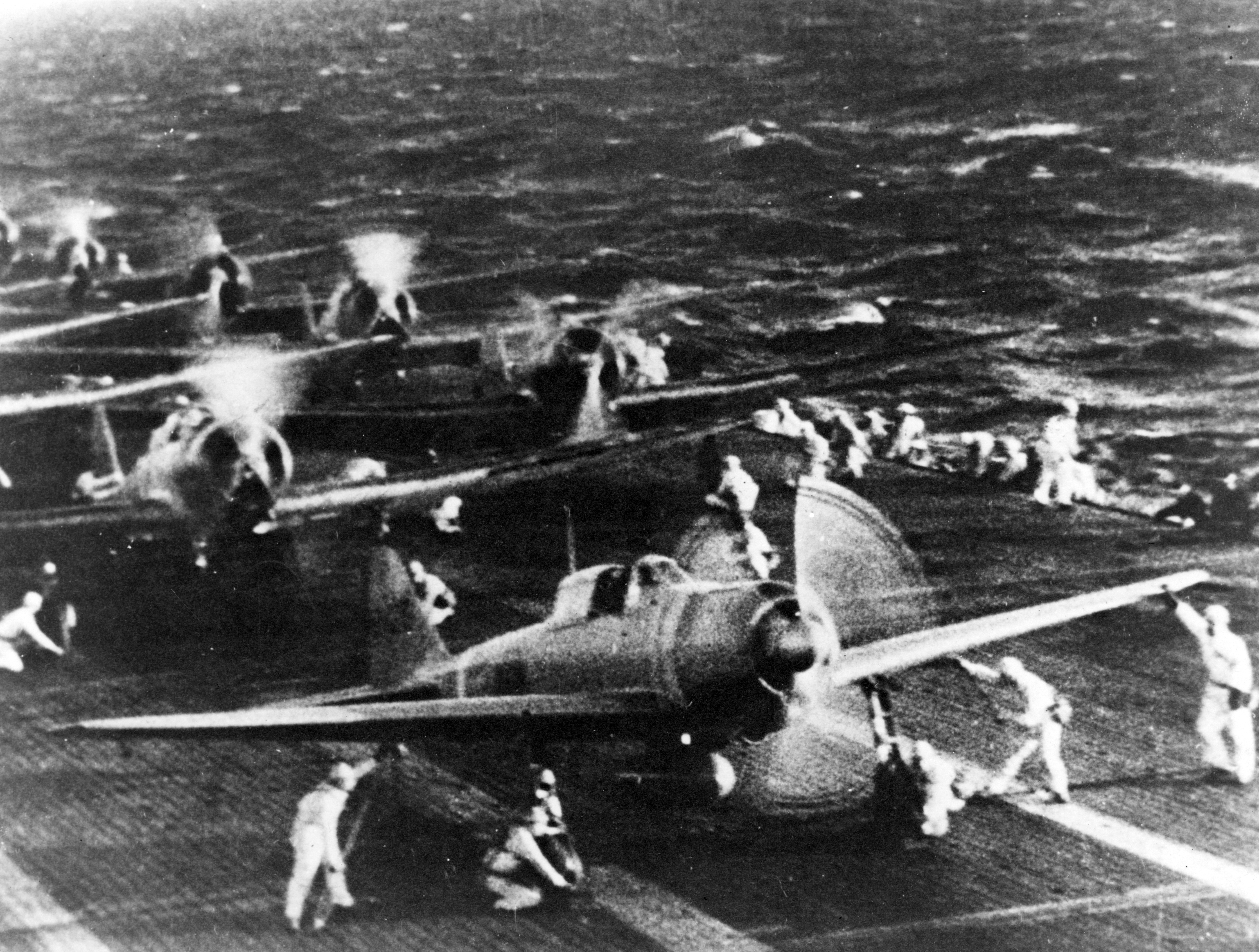
Chiếc A6M2 "Zero" Kiểu 21 (phía trước) trên tàu sân bay Shokaku trong trận tấn công Trân Châu Cảng sáng ngày 7 tháng 12 năm 1941. Đây có thể là vào lúc tung ra đợt tấn công thứ hai. Bức ảnh này tịch thu được tại Attu năm 1943

Trong khi Hải quân còn đang thử 2 chiếc nguyên mẫu, họ đề nghị chiếc thứ 3 sẽ gắn động cơ Nakajima Sakae-12 có công suất 940 mã lực (700 kW) thay vào đó. Mitsubishi cũng có động cơ cùng hạng của riêng họ là Mitsubishi Kinsei, nên họ rất miễn cưỡng khi sử dụng động cơ Sakae. Dù sao, khi chiếc A6M2 đầu tiên hoàn tất vào tháng 1 năm 1940, sức mạnh vượt trội hơn của động cơ Sakae thúc đẩy tính năng bay cải thiện rõ rệt hơn những tiêu chuẩn ban đầu.
Phiên bản mới tỏ ra rất hứa hẹn, nên Hải quân đặt hàng 15 chiếc và đưa sang Trung Quốc trước khi thử nghiệm hoàn tất. Chúng đến Mãn Châu vào tháng 7 năm 1940, và tham chiến lần đầu tại Trùng Khánh vào tháng 8. Ở đó, nó chứng minh cho thấy những chiếc Polikarpov I-16 và I-153 Liên Xô, vốn là những đối thủ của kiểu A5M đang được sử dụng, không thể nào đụng chạm được đến nó. Trong một trận chiến, 13 chiếc Zero đã bắn rơi 27 chiếc I-15 và I-16 trong vòng 3 phút mà không bị thiệt hại. Sau khi xem những báo cáo tác chiến, Hải quân lập tức đặt hàng sản xuất hằng loạt dưới tên gọi Đời 0 Kiểu 11.
Báo cáo về tính năng bay của Zero được gửi về Mỹ một cách chậm chạp, và bị đa số các viên chức quân đội bỏ qua, vì họ cho rằng người Nhật không có khả năng tạo ra những chiếc máy bay tốt như thế.
A6M2, Đời 0 Kiểu 21 (零式艦上戦闘機二一型)

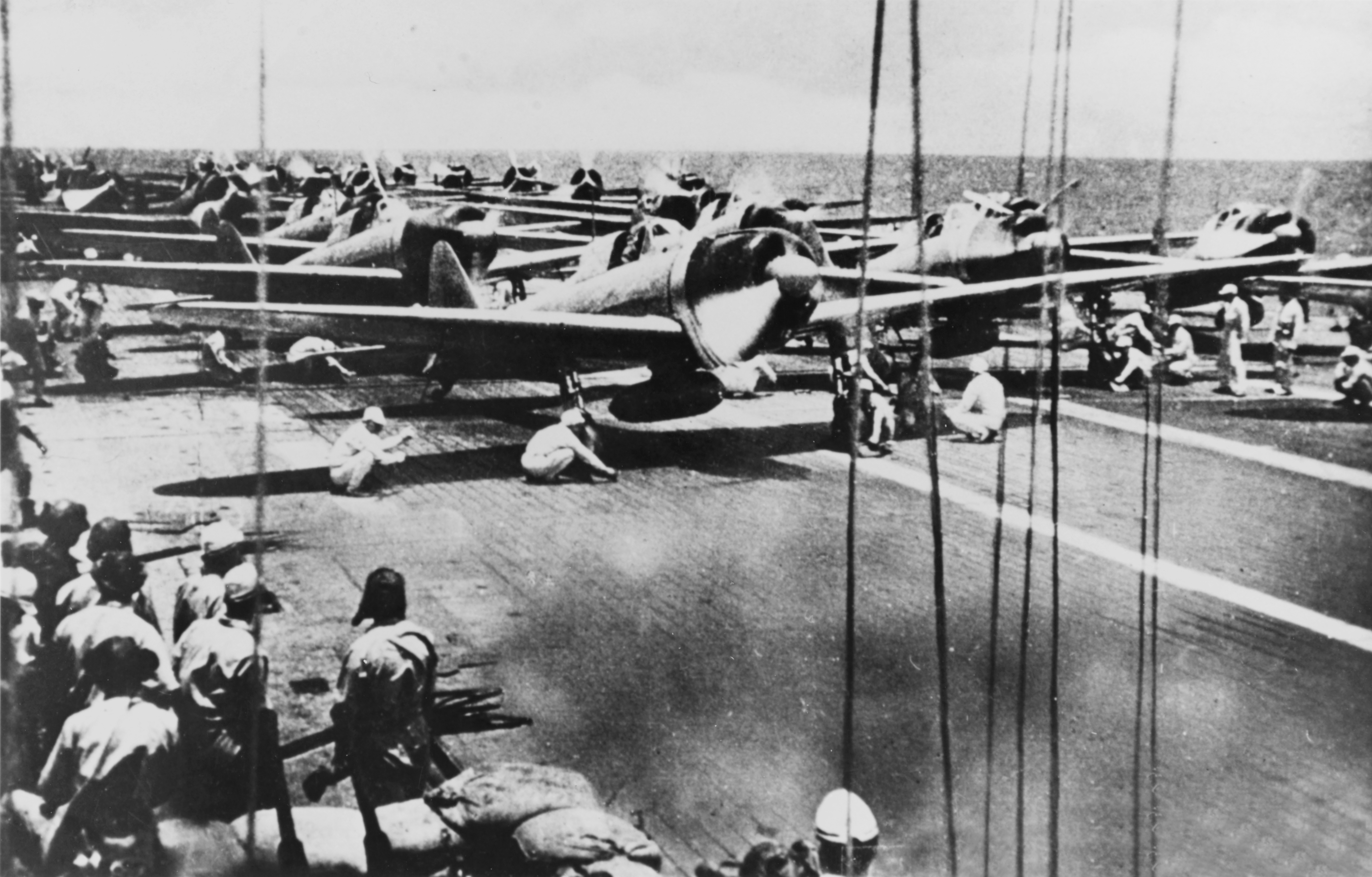
Mitsubishi A6M2 "Zero" Kiểu 21 trên sàn đáp tàu sân bay Shokaku, ngày 26 tháng 10 năm 1942 trong trận chiến Santa Cruz.

Sau khi giao được 65 chiếc, tháng 11 năm 1940, một cải tiến nữa được đưa vào dây chuyền sản xuất, đó là cánh gập để có thể đậu vừa trên những tàu sân bay. "Kiểu 21" xuất hiện là phiên bản được sản xuất nhiều nhất vào thời kỳ đầu chiến tranh. Khi các dây chuyền chuyển sang kiểu tiếp theo, đã có 740 chiếc Kiểu 21 do Mitsubishi và thêm 800 chiếc do Nakajima sản xuất. Hai phiên bản khác của Kiểu 21 được chế tạo với số lượng nhỏ: thủy phi cơ A6M2-N "Rufe" do Nakajima chế tạo dựa trên Kiểu 11 với thay đổi nhỏ trên cánh đuôi, và phiên bản huấn luyện 2 chỗ ngồi A6M2-K với tổng cộng 508 chiếc do Hitachi và Xưởng Không lực Hải quân Sasebo chế tạo.
A6M3, Đời 0 Kiểu 32 (零式艦上戦闘機三二型)
Cuối năm 1941, Nakajima giới thiệu động cơ Sakae 21 có sử dụng bộ siêu tăng áp nhằm cải thiện tính năng bay ở tầm cao, có công suất 1130 mã lực (840 kW). Kế hoạch dự trù áp dụng kiểu động cơ này lên chiếc Zero trong thời hạn nhanh nhất.
Động cơ Sakae mới hơi nặng và dài hơn do có bộ siêu tăng áp lớn, làm dịch chuyển trọng tâm trên khung máy bay cũ ra phía trước. Để hiệu chỉnh, khung động cơ phải lùi 200 mm (8 inch) về phía buồng lái. Việc này làm giảm dung lượng thùng nhiên liệu chính (đặt ngay sau động cơ) từ 518 lít (137 gal) xuống còn 470 lít (120 gal). Cải tiến chính khác là cánh được bỏ bớt phần gấp lên, thành kiểu cánh không gấp. Cánh cũng cho phép có trữ lượng đạn nhiều hơn, đến 100 viên đạn cho mỗi khẩu pháo 20 mm. Những thay đổi này đủ nhiều để phía Mỹ đặt tên mã mới là Hap. Tên này chỉ tồn tại trong thời gian ngắn, do có sự phản đối của Tư lệnh Không lực Lục quân Hoa Kỳ, tướng Henry "Hap" Arnold, nên buộc phải đổi sang Hamp. Không lâu sau, người ta nhận ra nó chỉ đơn giản là một phiên bản Zeke mới.

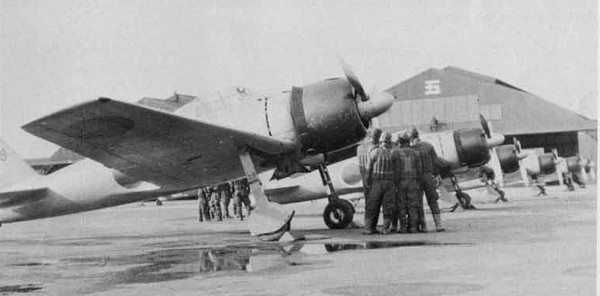
A6M3 Kiểu 32.

Những thay đổi trên thiết kế cánh mang lại hiệu quả về tính năng bay nhiều hơn mong đợi. Cánh nhỏ hơn nên lộn vòng tốt hơn, và sức cản thấp cho phép tốc độ bổ nhào tăng lên đến 670 km/h (420 mph). Điểm bất lợi là giảm tính cơ động và tầm bay do việc giảm lực nâng cánh lẫn thùng nhiên liệu. Phi công thường than phiền về cả hai điểm yếu này, và tầm bay bị giảm gây ảnh hưởng đáng kể trong chiến dịch Solomons năm 1942.
Kiểu 32 được giao lần đầu vào tháng 4 năm 1942, nhưng nó chỉ được sản xuất trong thời gian ngắn, với 343 chiếc được chế tạo.
A6M3, Đời 0 Kiểu 22 (零式艦上戦闘機二二型)
Nhằm khắc phục những khiếm khuyết của Kiểu 32, một phiên bản mới của Kiểu 21 cánh gập, chứa nhiên liệu trong cánh và đế để mang thêm thùng nhiên liệu phụ vứt được có dung tích 330 lít (90 gal) trên mỗi cánh được giới thiệu. Dự trữ nhiên liệu bên trong được tăng lên 570 lít (137 gal) giúp lấy lại được tầm bay xa bị mất.
Vì khung máy bay được lấy lại từ Kiểu 32 với cùng kiểu động cơ, nó được Hải quân đặt tên Kiểu 22, trong khi Mitsubishi gọi nó là A6M3a. Kiểu mới được bắt đầu sản xuất từ tháng 12 năm 1942, và có 560 chiếc được sản xuất. Công ty cũng chế tạo vài kiểu mẫu để đánh giá, được trang bị pháo "Kiểu 5" 30 mm dưới tên gọi A6M3b (Kiểu 22b).
A6M4, Đời 0 Kiểu 41 (零式艦上戦闘機四一型)
Tên A6M4 được áp dụng cho hai chiếc A6M2 lắp thử nghiệm động cơ siêu turbo tăng áp Sakae thiết kế để hoạt động ở tầm cao. Công việc thiết kế, cải tiến và thử nghiệm hai chiếc nguyên mẫu này thuộc trách nhiệm của Xưởng không lực Hải quân thứ I (第一海軍航空廠, Dai-Ichi Kaigun Gijitshusho) tại Yokosuka trong năm 1943. Việc thiếu thốn hợp kim thích hợp dùng cho việc chế tạo bộ siêu tăng áp cũng như các ống dẫn liên quan, gây ra sự cố các ống dẫn bị vỡ, gây cháy. Vì vậy, việc phát triển tiếp tục kiểu A6M4 bị ngừng lại. Tuy nhiên, chương trình này cung cấp các thông tin hữu ích để thiết kế các kiểu trong tương lai, và việc chế tạo được tăng tốc cho kiểu thông dụng hơn A6M5, đang được Jukogyo K.K. của Mitsubishi phát triển.
A6M5, Đời 0 Kiểu 52 (零式艦上戦闘機五二型)

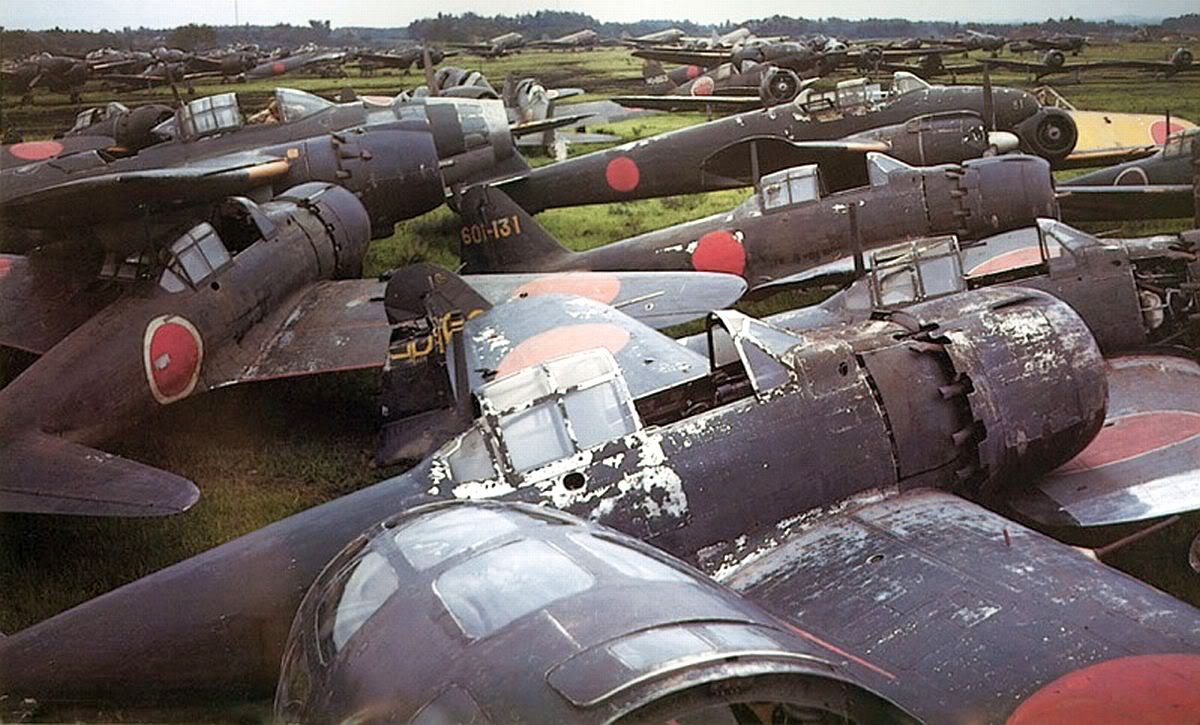
Mitsubishi A6M5 Kiểu 52 bị quân Nhật bỏ lại sau chiến tranh tại Căn cứ Không lực Hải quân Atsugi.

Được xem là phiên bản có hiệu quả nhất, A6M5 Kiểu 52 được phát triển nhằm đối đầu với những chiếc Hellcat và Corsair vượt trội nhờ sức mạnh động cơ và vũ khí trang bị. Phiên bản này là phiên bản nâng cấp đơn giản từ A6M3 Kiểu 22, có cánh không gập được và vỏ bọc cánh dày hơn, cho phép tốc độ bổ nhào nhanh hơn, cũng như cải tiến hệ thống thải khí, với bốn ống thải mỗi bên giúp tăng hiệu quả. Cải tiến cánh thu ngắn để tăng độ lượn vòng của A6M3 giờ đây được tích hợp. 
Các biến thể nhỏ bao gồm:
- A6M5a Kiểu 52a «Kou»: Trang bị pháo "Kiểu 99-II" với bộ nạp đạn dây chuyền loại "Mk 4", thay cho nạp đạn trống loại "Mk 3", cho phép trữ lượng đạn nhiều hơn (125 viên so với 100 viên).
- A6M5b Kiểu 52b «Otsu»: Được gắn kính chống đạn, bộ dập lửa cho thùng nhiên liệu và một súng máy "Kiểu 3" 13,2 mm thay thế cho súng máy "Kiểu 97" 7,7 mm được gắn phía trước bên thân trái. Vũ khí lớn hơn, yêu cầu phải có nắp động cơ mở rộng, dẫn đến kiểu dáng bất đối xứng đặc trưng trên nóc nắp động cơ.
- A6M5c Kiểu 52c «Hei»: Có kính chống đạn dày 5,5 cm(2,2 inch) và vỏ giáp cho ghế ngồi phi công. Một số vị trí đặc biệt trên cánh được làm dày hơn nữa để gia tăng tốc độ bổ nhào. Được trang bị ba súng máy 13,2 mm, một khẩu trên nắp động cơ và hai khẩu ở hai cánh; hai pháo "Kiểu 99-II" 20 mm và thùng nhiên liệu phụ dung tích 367 lít, thường được thay bằng một quả bom 250 kg.

A6M5 đạt tốc độ tối đa 540 km/h (340 mph) và đạt đến độ cao 8000 m (26250 ft) trong 9 phút 57 giây. Các phiên bản khác là loại tiêm kích bay đêm A6M5d-S, được cải tiến để chiến đấu ban đêm, trang bị một pháo "Kiểu 99" 20 mm gắn lui vào buồng lái; và loại huấn luyện 2 chỗ ngồi A6M5-K "Zero-Reisen"(kiểu l22) cũng do Mitsubishi sản xuất.
A6M6c, Đời 0 Kiểu 53c (零式艦上戦闘機五三型丙)
Tương tự như phiên bản A6M5c, nhưng có bình nhiên liệu cánh tự hàn và trang bị động cơ Nakajima Sakae-31a có phun hỗn hợp nước - methanol để tăng tốc.
A6M7, Đời 0 Kiểu 63 (零式艦上戦闘機六三型)
Tương tự như phiên bản A6M6, nhưng được dự định cho vai trò tấn công cảm tử Thần Phong (Kamikaze).
A6M8, Đời 0 Kiểu 64 (零式艦上戦闘機六四型)
Tương tự như phiên bản A6M6, nhưng loại động cơ Sakae (lúc này đã ngưng sản xuất) được thay thế bằng kiểu động cơ Mitsubishi Kinsei-62 công suất 1560 mã lực (1164 kW), mạnh hơn 60% so với động cơ trên phiên bản A6M2. Điều này đã khiến phải cải biến rộng rãi nắp động cơ và mũi máy bay. Cửa lấy gió cho bộ chế hòa khí lớn hơn nhiều, thêm một ống dẫn dài, tương tự như trên chiếc Nakajima B6N Tenzan và một mũ cánh quạt lớn hơn, giống máy bay Yokosuka D4Y Suisei. Nắp động cơ lớn hơn, dẫn tới việc loại bỏ súng máy gắn trên nắp động cơ, nhưng các vũ khí khác hầu như không đổi so với "Kiểu 52c" Hei với hai pháo 20 mm và hai súng máy 13,2 mm. Thêm vào đó, Kiểu 64 được cải biến để mang hai thùng nhiên liệu phụ vứt được có dung tích 150 lít (40 gal) trên hai cánh, nhằm mang thêm một quả bom nặng 250 kg (550 lb) được gắn trên đế giữa thân. Hai chiếc nguyên mẫu được hoàn tất vào tháng 4 năm 1945, nhưng tình hình hỗn loạn của nền công nghiệp Nhật Bản và việc chiến tranh kết thúc đã đặt dấu chấm hết cho kế hoạch sản xuất 6300 chiếc kiểu này, không có chiếc nào được sản xuất.

## Các nước sử dụng
Các nước sử dụng chính
 Nhật Bản

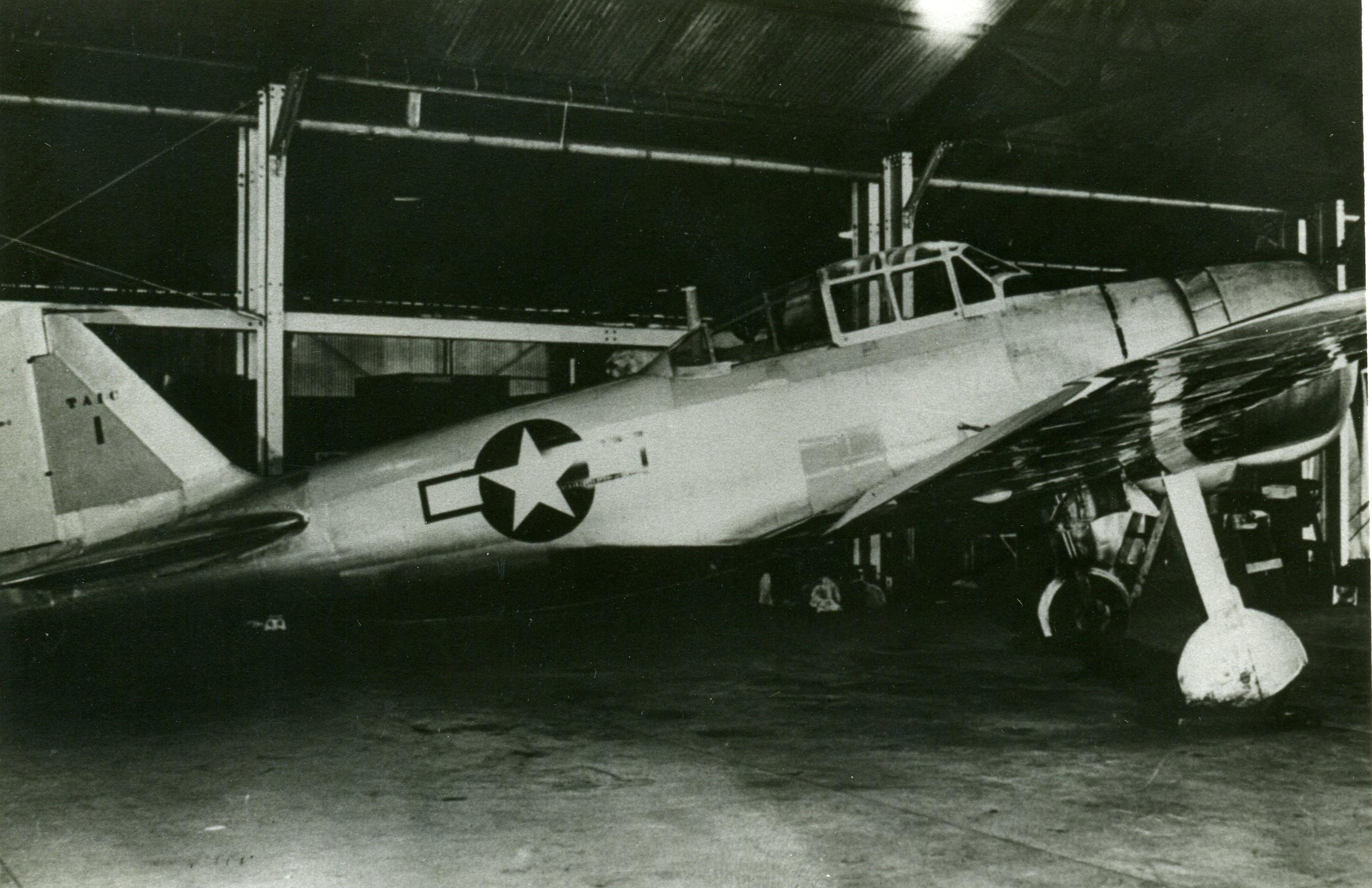
A6M, Không lực Lục quân Hoa Kỳ

- Không lực Hải quân Đế quốc Nhật Bản

 Thái Lan
- Không quân Hoàng gia Thái Lan

Các nước sử dụng máy bay chiếm được hoặc sau chiến tranh
 Đài Loan
- Không quân Trung Hoa Dân Quốc

 Pháp
- Không quân Pháp

 Indonesia
- Không quân Indonesia

 Hoa Kỳ
- Không lực Lục quân Hoa Kỳ

## Những chiếc còn sống sót

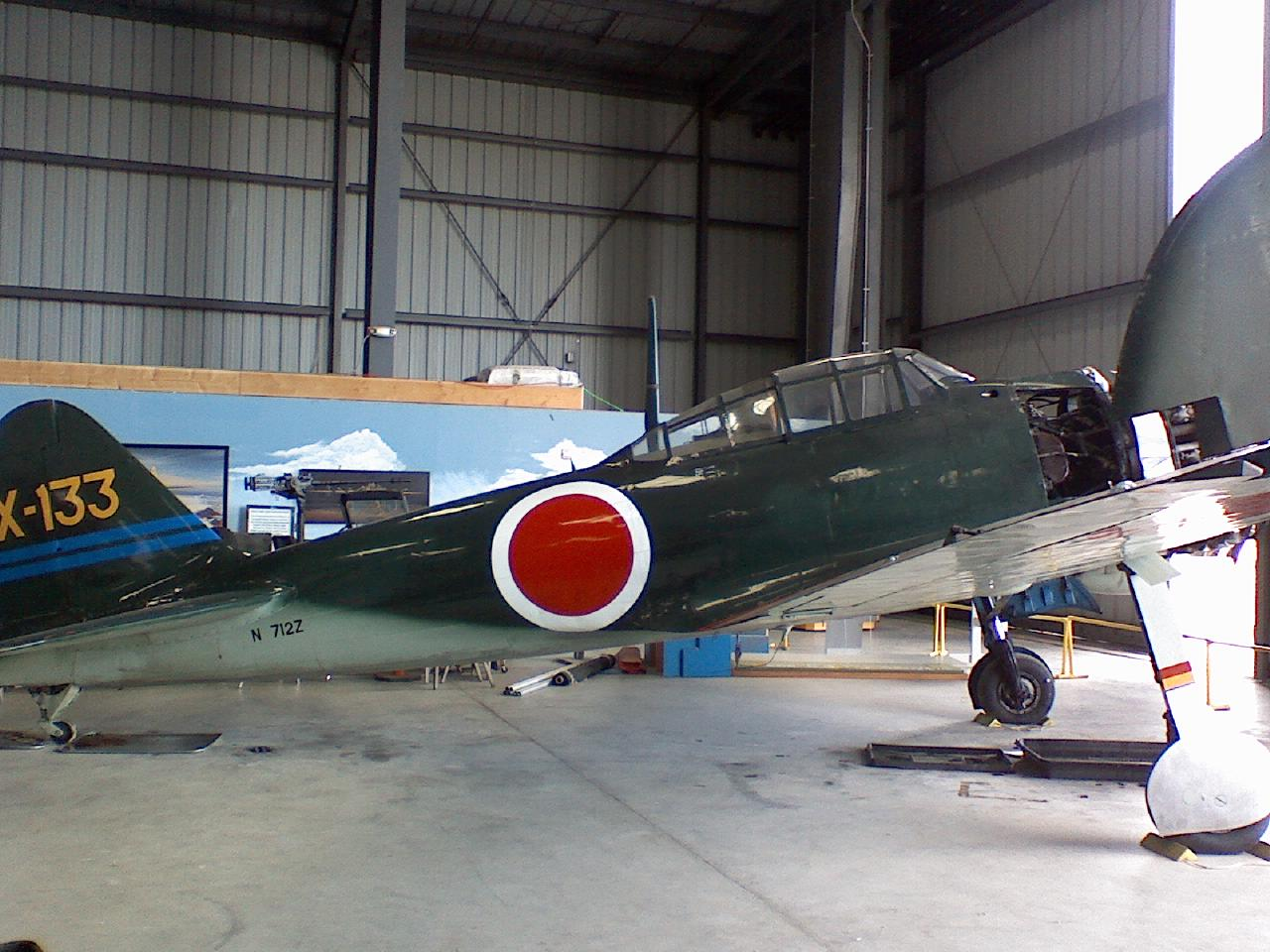
Chiếc A6M3 Kiểu 22, số hiệu NX712Z tại Bảo tàng sân bay Camarillo, từng được sử dụng để quay bộ phim Pearl Harbor.

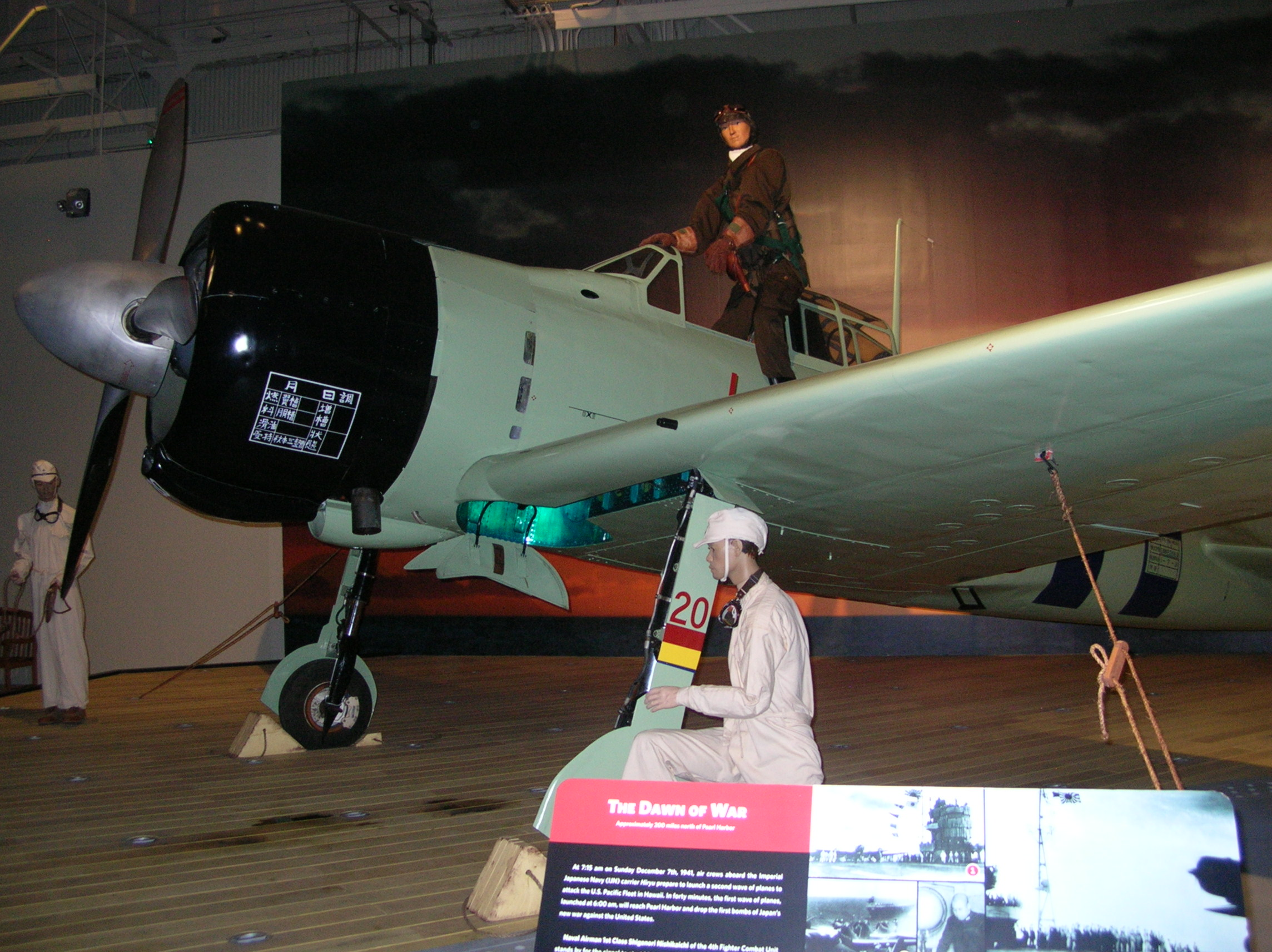
Chiếc A6M2 Kiểu 21 trưng bày tại Bảo tàng Không quân Thái Bình Dương, Trân Châu Cảng

Nhiều chiếc Zero còn sống sót sau chiến tranh hiện đang được trưng bày tại Nhật Bản (Aichi, Bảo tàng Khoa học Tokyo, Hiroshima, Hamamatsu, MCAS Iwakuni và Shizuoka), Trung Quốc (Bắc Kinh), Hoa Kỳ (Bảo tàng Quốc gia Hàng không và Không gian, Bảo tàng Quốc gia Không quân Hoa Kỳ, Bảo tàng Quốc gia Không lực Hải quân, Bảo tàng Không quân Thái Bình Dương và Bảo tàng Hàng không và Không gian San Diego) và Anh Quốc (Duxford) cũng như tại Bảo tàng Chiến tranh Auckland ở New Zealand. Một chiếc A6M2-21 được phục hồi với ký hiệu đuôi V-173 do phi công Saburo Sakai điều khiển đã bị rơi tại Lae và hiện đang trưng bày tại Bảo tàng Chiến tranh Australian tại Canberra.
Một số chiếc Zero hiện còn trong tình trạng bay được; hầu hết đã được thay thế động cơ bằng các kiểu tương đương do Mỹ chế tạo; ngoại trừ một chiếc duy nhất thuộc Bảo tàng Planes of Fame có số hiệu đuôi "61-120" (xem liên kết ngoài bên dưới) còn giữ lại kiểu động cơ Sakae nguyên thủy. Cho dù không thực sự là một phiên bản còn sống sót, chiếc Zero "Blayd" là kết quả của công việc phục chế dựa trên các linh kiện nguyên thủy của Zero. Để được xem là một công trình "phục hồi", các nhà chế tạo đã sử dụng một phần nhỏ linh kiện bộ càng đáp nguyên thủy được khôi phục từ một chiếc Zero ở Nam Thái Bình Dương. Chiếc máy bay này giờ đây được trưng bày tại Bảo tàng Hàng không Fargo ở Fargo, Bắc Dakota.
Sự hiếm hoi của những phiên bản Zero còn bay được buộc phải sử dụng kiểu máy bay một chỗ ngồi T-6 Texan, được cải biến bề ngoài và được sơn ký hiệu Nhật Bản, nhằm mô phỏng Zero khi quay các bộ phim Tora! Tora! Tora!, The Final Countdown và nhiều phim nhựa và phim truyền hình khác có xuất hiện kiểu máy bay này.

## Đặc điểm kỹ thuật (A6M2 Đời 0 Kiểu 21)
Tham khảo: The Great Book of Fighters

### 'Đặc tính chung
- Đội bay: 01 người
- Chiều dài: 9,06 m (29 ft 9 in)
- Sải cánh: 12,0 m (39 ft 4 in)
- Chiều cao: 3,05 m (10 ft 0 in)
- Diện tích bề mặt cánh: 22,44 m² (241,5 ft²)
- Tỉ lệ dài/rộng cánh: 6,4
- Trọng lượng không tải: 1.680 kg (3.704 lb)
- Trọng lượng có tải: 2.410 kg (5.313 lb)
- Động cơ: 1 x động cơ Nakajima Sakae 12 bố trí hình tròn, công suất 840 mã lực (709 kW)

### Đặc tính bay
- Tốc độ lớn nhất: 660  km/h (356 knot, 410 mph)
- Tốc độ nhanh nhất tiêu biểu: 510 km/h (287 knot, 331 mph) ở độ cao 4400 m (14930 ft)
- Tầm bay tối đa: 3105 km (1.929 miles)
- Trần bay: 10000 m (33000 ft)
- Tốc độ lên cao: 15,7 m/s (3.100 ft/min)
- Áp lực cánh: 107,4 kg/m² (22,0 lb/ft²)
- Tỉ lệ công suất/khối lượng: 0,294 W/kg (0,18 hp/lb)

### Vũ khí

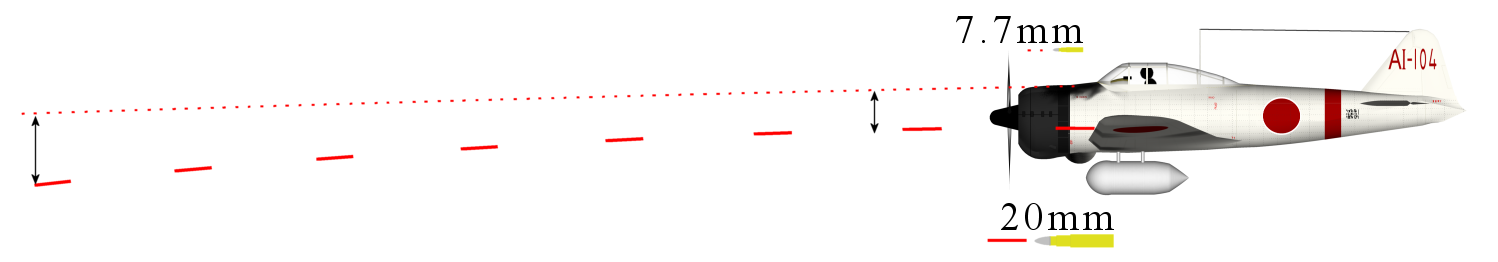
Độ chệch đường đạn giữa hai kiểu đạn 7,7 mm và 20mm

- Súng:
  - 2 × súng máy 7,7 mm "Kiểu 97" ở nắp động cơ, 680 viên đạn mỗi khẩu.
  - 2 × pháo 20 mm "Kiểu 99" trên cánh, 60 viên đạn mỗi khẩu.
- Bom:
  - 2 × bom 60 kg (132 lb) hoặc
  - 2 × bom 250 kg (551 lb) cố định để tấn công kiểu kamikaze (Thần Phong).

### Mô hình thu nhỏ máy bay
- Criner, Brian. Modelling the Mitsubishi A6M Zero. Botley, Oxford, UK: Osprey Publishing Ltd., 2006. ISBN 1-84176-866-9.
- Lochte, Arthur. Mitsubishi A6M Zero (Modelmania 6) (Bilingual Polish/English). Gdańsk, Poland: AJ-Press, 2000 (2nd expanded edition 2006). ISBN 83-7237-062-1.

## Nội dung liên quan

### Máy bay liên quan
- Nakajima A6M2-N

### Máy bay tương tự
- Bell XP-77
- Curtiss-Wright CW-21
- Curtiss P-40 Warhawk
- Grumman Wildcat
- Messerschmitt Bf 109
- Nakajima Ki-43
- Supermarine Spitfire

### Trình tự thiết kế
- A3N - A4N - A5M - A6M - A7M

### Danh sách liên quan
- Danh sách máy bay chiến đấu
- Danh sách máy bay quân sự Nhật Bản
- Danh sách máy bay trong Chiến tranh Thế giới II
- Danh sách máy bay tiêm kích